# Maria Immacolata di Borbone-Due Sicilie
Maria Immacolata Clementina di Borbone-Due Sicilie (Napoli, 14 aprile 1844 – Vienna, 18 febbraio 1899) era una principessa delle Due Sicilie, figlia di Ferdinando II di Borbone e della sua seconda moglie Maria Teresa d'Austria.

## Biografia
Era la quintogenita e la seconda tra le figlie femmine del re Ferdinando II e di Maria Teresa d'Asburgo-Teschen; sua madre era figlia primogenita dell'arciduca Carlo d'Asburgo-Teschen e della principessa Enrichetta di Nassau-Weilburg. Attraverso il suo matrimonio con Carlo Salvatore d'Asburgo-Toscana, Maria Immacolata divenne Arciduchessa d'Austria, Principessa d'Austria, Ungheria, Croazia e Boemia. Fu Dama dell'Ordine della Croce Stellata
Pudica e riservata, Maria Immacolata veniva chiamata scherzosamente dal padre "Petitta". Come le sorelle, era cresciuta avendo come modello la madre, la quale aborriva feste e vita di corte per dedicarsi alla cura dei figli e al cucito. Dopo la fuga da Napoli, seguì la famiglia a Roma, dove venne fatta alloggiare dal Papa presso il Palazzo del Quirinale.
Maria Immacolata era nota per la sua bellezza e per questo motivo l'imperatrice Elisabetta d'Austria, la incluse nel suo album di foto di belle donne inoltre poiché il marito di Maria Immacolata era solito regalarle una collana di perle ogni volta che lei partoriva un altro bambino, l'imperatrice Elisabetta aveva ironicamente soprannominato la famiglia "pescatori di perle". Infine, la figlia più giovane dell'imperatrice Elisabetta, Arciduchessa Maria Valeria, sposò il figlio di Maria Immacolata, l'Arciduca Francesco Salvatore.

## Matrimonio e discendenza
Maria Immacolata venne data in sposa all'arciduca Carlo Salvatore di Toscana.
La coppia ebbe dieci figli:
- Maria Teresa (1862-1933), che sposò l'arciduca Carlo Stefano d'Asburgo-Teschen;
- Leopoldo Salvatore (1863-1931), che sposò l'Infanta Bianca di Spagna, figlia del Duca di Madrid;
- Francesco Salvatore (1866-1939), che sposò Maria Valeria d'Austria e morganaticamente in seconde nozze Melanie Freiin von Riesenfels;
- Carolina Maria (1869-1945), che sposò Augusto Leopoldo di Sassonia-Coburgo-Kohary ed ebbe discendenza;
- Alberto Salvatore (1871-1896);
- Maria Antonietta (1874-1891);
- Maria Immacolata (1878-1968), che sposò Roberto di Württemberg;
- Ranieri (1880-1889);
- Enrichetta (1884-1886);
- Ferdinando Salvatore (1888-1891).

## Antenati
|                                         |                              |                                        | Genitori                                                   |  |  | Nonni |  |  | Bisnonni                       |  |  | Trisnonni           |  |
|                                         |                              |                                        |                                                            |  |  |       |  |  | Ferdinando I delle Due Sicilie |  |  | Carlo III di Spagna |  |
|                                         |                              |                                        |                                                            |  |  |       |  |  | Ferdinando I delle Due Sicilie |  |  | Carlo III di Spagna |  |
|                                         |                              | Principessa Maria Amalia di Sassonia   |                                                            |  |  |       |  |  | Ferdinando I delle Due Sicilie |  |  |                     |  |
| Francesco I delle Due Sicilie           |                              |                                        |                                                            |  |  |       |  |  | Ferdinando I delle Due Sicilie |  |  |                     |  |
|                                         |                              | Arciduchessa Maria Carolina d'Austria  | Francesco I, Sacro Romano Imperatore                       |  |  |       |  |  |                                |  |  |                     |  |
|                                         |                              | Arciduchessa Maria Carolina d'Austria  | Francesco I, Sacro Romano Imperatore                       |  |  |       |  |  |                                |  |  |                     |  |
|                                         |                              | Arciduchessa Maria Carolina d'Austria  | Maria Teresa d'Austria                                     |  |  |       |  |  |                                |  |  |                     |  |
| Ferdinando II delle Due Sicilie         |                              | Arciduchessa Maria Carolina d'Austria  |                                                            |  |  |       |  |  |                                |  |  |                     |  |
|                                         |                              | Carlo IV di Spagna                     | Carlo III di Spagna                                        |  |  |       |  |  |                                |  |  |                     |  |
|                                         |                              | Carlo IV di Spagna                     | Carlo III di Spagna                                        |  |  |       |  |  |                                |  |  |                     |  |
|                                         |                              | Carlo IV di Spagna                     | Principessa Maria Amalia di Sassonia                       |  |  |       |  |  |                                |  |  |                     |  |
| Infanta Maria Isabella di Spagna        |                              | Carlo IV di Spagna                     |                                                            |  |  |       |  |  |                                |  |  |                     |  |
|                                         |                              | Principessa Maria Luisa di Parma       | Filippo I, Duca di Parma                                   |  |  |       |  |  |                                |  |  |                     |  |
|                                         |                              | Principessa Maria Luisa di Parma       | Filippo I, Duca di Parma                                   |  |  |       |  |  |                                |  |  |                     |  |
|                                         |                              | Principessa Maria Luisa di Parma       | Principessa Elisabetta di Francia                          |  |  |       |  |  |                                |  |  |                     |  |
| Maria Immacolata di Borbone-Due Sicilie |                              | Principessa Maria Luisa di Parma       |                                                            |  |  |       |  |  |                                |  |  |                     |  |
|                                         | Leopoldo II d'Asburgo-Lorena | Francesco I, Sacro Romano Imperatore   |                                                            |  |  |       |  |  |                                |  |  |                     |  |
|                                         | Leopoldo II d'Asburgo-Lorena | Francesco I, Sacro Romano Imperatore   |                                                            |  |  |       |  |  |                                |  |  |                     |  |
|                                         | Leopoldo II d'Asburgo-Lorena | Maria Teresa d'Austria                 |                                                            |  |  |       |  |  |                                |  |  |                     |  |
| Arciduca Carlo, Duca di Teschen         | Leopoldo II d'Asburgo-Lorena |                                        |                                                            |  |  |       |  |  |                                |  |  |                     |  |
|                                         |                              | Infanta Maria Luisa di Spagna          | Carlo III di Spagna                                        |  |  |       |  |  |                                |  |  |                     |  |
|                                         |                              | Infanta Maria Luisa di Spagna          | Carlo III di Spagna                                        |  |  |       |  |  |                                |  |  |                     |  |
|                                         |                              | Infanta Maria Luisa di Spagna          | Principessa Maria Amalia di Sassonia                       |  |  |       |  |  |                                |  |  |                     |  |
| Arciduchessa Maria Teresa d'Austria     |                              | Infanta Maria Luisa di Spagna          |                                                            |  |  |       |  |  |                                |  |  |                     |  |
|                                         |                              | Federico Guglielmo, Duca di Nassau     | Carlo Cristiano, Principe di Nassau-Weilburg               |  |  |       |  |  |                                |  |  |                     |  |
|                                         |                              | Federico Guglielmo, Duca di Nassau     | Carlo Cristiano, Principe di Nassau-Weilburg               |  |  |       |  |  |                                |  |  |                     |  |
|                                         |                              | Federico Guglielmo, Duca di Nassau     | Carolina d'Orange-Nassau                                   |  |  |       |  |  |                                |  |  |                     |  |
| Enrichetta di Nassau-Weilburg           |                              | Federico Guglielmo, Duca di Nassau     |                                                            |  |  |       |  |  |                                |  |  |                     |  |
|                                         |                              | Burgravina Luisa Isabella di Kirchberg | Wilhelm Georg, Burggraf von Kirchberg, Graf von Hachenburg |  |  |       |  |  |                                |  |  |                     |  |
|                                         |                              | Burgravina Luisa Isabella di Kirchberg | Wilhelm Georg, Burggraf von Kirchberg, Graf von Hachenburg |  |  |       |  |  |                                |  |  |                     |  |
|                                         |                              | Burgravina Luisa Isabella di Kirchberg | Isabelle Auguste, Prinzessin Reuss zu Greiz                |  |  |       |  |  |                                |  |  |                     |  |
|                                         |                              | Burgravina Luisa Isabella di Kirchberg |                                                            |  |  |       |  |  |                                |  |  |                     |  |